# بوعالي أغودات يسرائيل
نشأ فوعلي أجودت-يسرئل (פועלי אגודת־ישראל ويختصر פא״י) في بولندا عام 1922 كنتظيم عمالي تابع لأغودات يسرائيل، وكان أول أنصاره قد وصل إلى فلسطين عام 1920 ثم أسس أول فرع له عام 1923 ,وفي عام 1933 أقيم أول كيبوتس تابع له وهو (حافتس حاييم)،وكان له دور في عملية الاستيطان باعتباره يركز على أمور الدنيوية من استيطان وقضايا سياسية، وقد برز تعاونه المبكر مع الوكالة اليهودية ومساهمته في الهجرة الغير شرعية، ومشاركته في قوات الدفاع اليهودية (الهاجاناة). كما كان أن خلافه الأساسي مع حركة (أغودات يسرائيل) يكمن في تركيزه على الاستيطان وعلى قضايا العمال المتدينين، وهي قضايا دنيوية، في حين تركز (حركة أغودات يسرائيل) على المسائل الدينية.
وبعد قيام دولة إسرائيل دخل هذا الحزب الكنيست عام 1949 كجزء من (الجبهة الدينية الموحدة)، وفي عام 1951 خاض الانتخابات منفرداً، ثم في قائمة مشتركة مع (أغودات يسرائيل) في الدورتين التاليتين (1955,1959) .وبعد عام 1960 أصبح (بوعالي أغودات يسرائيل) حزباً مستقلاً بشكل نهائي، بعد أن كان يعتبر في السابق كجزء من حركة (أغودات يسرائيل).
وقد استمرت نشاطات هذا الحزب في الشؤون التعليمية والاستتيطانية حيث وصل عدد المستوطنات التي بناها حتى عام 1968 إلى 14 مستوطنة .وقد شارك هذا الحزب بوزير في الحكومة الإسرائيلية من عام 1960 إلى عام 1961 وهو الدكتور (يتسحاق بروير) زعيم هذا الحزب وقائده من عام 1944 وحتى وفاته عام 1961 وقد شغل (بروير) منصب وزير البريد، في الوقت الذي شغل فيه زعيم آخر هوالحاخام (كالمان كهانا)منصب نائب وزير الثقافة في عام 1952 وبين عامي 1961-1969.
وبعد عام 1973 أخذت مكانة هذا الحزب في التضاؤل، ولم يحصل إلا على مقعد واحد في انتخابات ذلك العام .وفي الانتخابات التي تلتها أي عام 1977 حصل أيضاً على مقعد واحد فقط، ثم فقد هذا المقعد في انتخابات 1983, غير أنه استطاع إيصال نائب عنه في الانتخابات عام 1984 من خلال قائمة (مورشاة) وهو (ابرهام فريديفر).
تتبع هذا الحزب الحركة الشبابية (عزرا) ((وهي تنشط في تثقيف أعضائها بالتراث الديني وتعمل على دفعهم للاستيطان في الكيبوتسات التابعة للحزب )).
الصحيفة التي تنطق باسم هذا الحزب هي صحيفة (شعاريم) وقد تأسست في (تل أبيب) عام 1951.